# Bahnstrecke Púchov–Horní Lideč
| |                               |                                              |                                              |
| Kursbuchstrecke (SŽ): | 280                           |                                              |                                              |
| Kursbuchstrecke (ZSSK): | 125                           |                                              |                                              |
| Streckenlänge: | 27,645 km                     |                                              |                                              |
| Spurweite: | 1435 mm (Normalspur)          |                                              |                                              |
| Stromsystem: | Púchov–Horní Lideč: 3 kV =    |                                              |                                              |
| Stromsystem: | Bahnhof Púchov: 25 kV 50 Hz ~ |                                              |                                              |
| |                               |                                              |                                              |
| \| \| \| von Žilina \| \| \| \| 0,000 \| Púchov \| Púchov \| \| \| \| nach Bratislava \| \| \| \| 0,894 \| Systemtrennstelle 25 kV~/3 kV \| Systemtrennstelle 25 kV~/3 kV \| \| \| 1,500 \| Púchov závody \| Púchov závody \| \| \| \| Waag \| \| \| \| 2,770 \| Púchov zastávka \| Púchov zastávka \| \| \| 6,460 \| Dohňany \| Dohňany \| \| \| 10,844 \| Záriečie \| Záriečie \| \| \| \| Biela voda \| \| \| \| 12,800 \| Lúky pod Makytou \| Lúky pod Makytou \| \| \| \| Biela voda \| \| \| \| 15,782 \| Lysá pod Makytou \| Lysá pod Makytou \| \| \| 20,032 \| Strelenka \| Strelenka \| \| \| 21,110 \| Staatsgrenze Slowakei-Tschechien (Lissapass) \| Staatsgrenze Slowakei-Tschechien (Lissapass) \| \| \| 23,121 \| Střelensky tunel (298 m) \| Střelensky tunel (298 m) \| \| \| 23,660 \| Střelná \| Střelná \| \| \| \| Senitza \| \| \| \| \| von Bylnice \| \| \| \| 27,645 \| Horní Lideč \| Horní Lideč \| \| \| \| nach Vsetín (–Hranice na Moravě) \| \| \| \| \| \| \| \| Quellen: [1][2] \| \| \| \| |                               |                                              |                                              |
| Strecke |                               | von Žilina                                   | von Žilina                                   |
| Bahnhof | 0,000                         | Púchov                                       | Púchov                                       |
| Abzweig geradeaus und nach links |                               | nach Bratislava                              | nach Bratislava                              |
| Grenze | 0,894                         | Systemtrennstelle 25 kV~/3 kV                | Systemtrennstelle 25 kV~/3 kV                |
| Haltepunkt / Haltestelle | 1,500                         | Púchov závody                                | Púchov závody                                |
| Brücke über Wasserlauf |                               | Waag                                         | Waag                                         |
| Haltepunkt / Haltestelle | 2,770                         | Púchov zastávka                              | Púchov zastávka                              |
| Haltepunkt / Haltestelle | 6,460                         | Dohňany                                      | Dohňany                                      |
| Haltepunkt / Haltestelle | 10,844                        | Záriečie                                     | Záriečie                                     |
| Brücke über Wasserlauf |                               | Biela voda                                   | Biela voda                                   |
| Bahnhof | 12,800                        | Lúky pod Makytou                             | Lúky pod Makytou                             |
| Brücke über Wasserlauf |                               | Biela voda                                   | Biela voda                                   |
| Haltepunkt / Haltestelle | 15,782                        | Lysá pod Makytou                             | Lysá pod Makytou                             |
| Haltepunkt / Haltestelle | 20,032                        | Strelenka                                    | Strelenka                                    |
| Grenze | 21,110                        | Staatsgrenze Slowakei-Tschechien (Lissapass) | Staatsgrenze Slowakei-Tschechien (Lissapass) |
| Tunnel | 23,121                        | Střelensky tunel (298 m)                     | Střelensky tunel (298 m)                     |
| Haltepunkt / Haltestelle | 23,660                        | Střelná                                      | Střelná                                      |
| Brücke über Wasserlauf |                               | Senitza                                      | Senitza                                      |
| Abzweig geradeaus und von links |                               | von Bylnice                                  | von Bylnice                                  |
| Bahnhof | 27,645                        | Horní Lideč                                  | Horní Lideč                                  |
| Strecke |                               | nach Vsetín (–Hranice na Moravě)             | nach Vsetín (–Hranice na Moravě)             |
| |                               |                                              |                                              |
| Quellen: |                               |                                              |                                              |

Die Bahnstrecke Púchov–Horní Lideč ist eine Eisenbahnverbindung in der Slowakei und Tschechien. Sie zweigt in Púchov von der Bahnstrecke Bratislava–Žilina ab und führt in den Weißen Karpaten nach Horní Lideč, wo sie in die Bahnstrecke Bylnice–Vsetín einmündet.

## Geschichte
Ein erstes Projekt zum Bau einer Eisenbahnverbindung „von den Stationen Leipnik und Weißkirchen der k.k. priv. Kaiser Ferdinands-Nordbahn über Wsetin und den Lissapass nach Pucho“ stammte schon vom Anfang der 1860er Jahre. Die Konzession erhielten am 23. Oktober 1863 die Herren Emil Raikem aus Wsetin und J.B. Even aus Brüssel. Gesetzlich vorgeschrieben war die Inbetriebnahme der Verbindung Leipnik–Pucho innerhalb von vier Jahren, innerhalb weiterer dreier Jahre sollte die Strecke bis Sillein fortgeführt werden.
Zu einem Baubeginn kam es jedoch nicht. Die 1863 ausgestellte Konzession wurde schließlich am 24. März 1871 „wegen Nichteinhaltung der konzessionsmäßigen Verpflichtungen“ für erloschen erklärt.
Nach der Gründung der Tschechoslowakei im Jahr 1918 war es eine der wichtigsten Aufgaben des jungen Staates, die auf die alten Hauptstädte Wien und Budapest ausgerichteten Verkehrswege an die neuen Verkehrsbedürfnisse anzupassen. Problematisch war vor allem der schlechte Ausbauzustand der Bahnstrecken über die ehemalige Landesgrenze zwischen Österreich und Ungarn. In dem Zusammenhang wurde auch das alte Projekt einer Eisenbahnverbindung über den Lissapass wieder aufgegriffen. Nach zweijähriger Bauzeit wurde die Strecke am 2. Mai 1937 als zweigleisige Hauptbahn eröffnet.
Die Strecke wurde 1960 als eine der ersten Strecken in der Slowakei elektrifiziert.

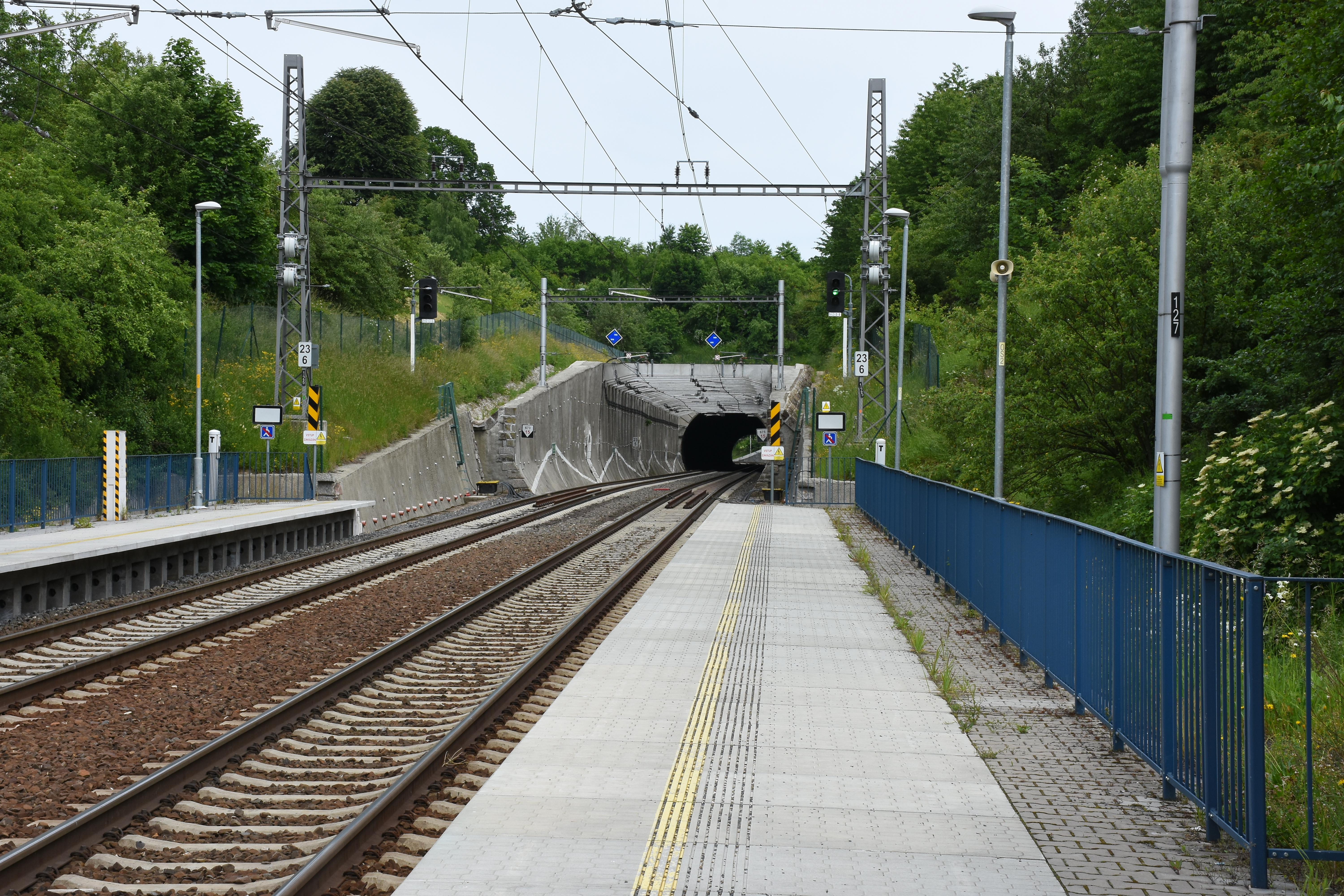
Haltestelle Střelná mit Střelenský tunel. Die blauen Fahrleitungssignale kündigen die Trennstelle an der Staatsgrenze zur Slowakei an. (2016)

Auch heute (Stand: 2021) bildet die Strecke, neben der Bahnstrecke Žilina–Bohumín, eine wichtige Verbindung der mittleren und östlichen Slowakei (Žilina bzw. Košice) auf slowakischer und Prag auf tschechischer Seite: Auf der Strecke verkehren im Zwei-Stunden-Takt Züge der Relation Praha hlavní nádraží–Púchov. Der grenzüberschreitende Nahverkehr wurde dagegen mangels Bedarf aufgegeben. In der Slowakei fahren Personenzüge in der Relation Púchov–Strelenka, in Tschechien zwischen Střelna und Vsetín. Der Zlínský kraj als tschechischer Aufgabenträger möchte jedoch wieder durchgehende Verbindungen zwischen Púchov und Horní Lideč im Zweistundentakt einführen.
Im Mai 2025 gab die tschechische Infrastrukturverwaltung bekannt, dass der Abschnitt von der Staatsgrenze nach Horní Lideč und weiter bis Vsetín bis 2030 auf eine Fahrleitungsspannung von 25 kV 50 Hz umgestellt werden wird. Beauftragt wurde ein Konsortium der Firmen Elektrizace železnic und AŽD Praha mit einem Kostenrahmen von 1,941 Milliarden Kronen.